# قمری زمینی بال‌ارغوانی
قمری زمینی بال‌ارغوانی (نام علمی: Paraclaravis geoffroyi) نام یک گونه از سرده قمری‌های زمینی است.